# لورينزو لونش
لورينزو لونش (بالإنجليزية: Lorenzo Lynch)‏ هو لاعب كرة قدم أمريكية أمريكي، ولد في 6 أبريل 1963 في أوكلاند في الولايات المتحدة.

## وصلات خارجية
- لورينزو لونش على موقع مرجع كرة القدم المحترفة.كوم (الإنجليزية)